# Barbara W. Tuchman
Pour les articles homonymes, voir Tuchman.
Barbara Wertheim Tuchman (30 janvier 1912 – 6 février 1989) est une historienne américaine qui s'est concentrée sur une écriture populaire de l'Histoire. Elle doit sa notoriété à The Guns of August (traduit en français sous le titre Août 14), l'histoire des prémisses de la Première Guerre mondiale, qui obtint le prix Pulitzer de l'essai en 1963. Elle a aussi reçu le prix Pulitzer de l'essai pour Stilwell and the American Experience in China: 1911-1945, une biographie du général Joseph Stilwell.

## Enfance et éducation
Barbara Wertheim est née le 30 janvier 1912, fille du banquier Maurice Wertheim (en) et de sa première épouse Alma Morgenthau. Son père était un individu riche et prestigieux, propriétaire de l'influente publication bihebdomadaire The Nation, président de l'American Jewish Committee, éminent collectionneur d'art et fondateur de la Theatre Guild. Sa mère était la fille d'Henry Morgenthau, l'ambassadeur du président Woodrow Wilson auprès de l'Empire ottoman.
Bien qu'elle ne l'ait pas mentionné explicitement dans son livre, The Guns of August, Tuchman était présente pour l'un des événements charnières du livre : la poursuite par le croiseur léger de la Royal Navy Gloucester des croiseurs de combat allemands Goeben et Breslau. Dans son récit de la poursuite, elle écrivit: "Ce matin-là [le 10 août 1914] arriva à Constantinople le petit paquebot italien qui avait été témoin de l'action du HMS Gloucester contre les Goeben et Breslau. Parmi ses passagers se trouvaient la fille, le gendre et trois petits-enfants de l'ambassadeur américain M. Henry Morgenthau". Comme elle était une petite-fille d'Henry Morgenthau, elle fait référence à elle-même, ce qui est confirmé dans son livre ultérieur, Practicing History, dans lequel elle raconte l'histoire de son père, Maurice Wertheim, voyageant de Constantinople à Jérusalem le 29 août 1914, pour y remettre des fonds à la communauté juive. Ainsi, à deux ans, Tuchman assiste à la poursuite des Goeben et Breslau, qu'elle documente 48 ans plus tard.
Wertheim a été influencée dès son plus jeune âge par les livres de Lucy Fitch Perkins (en) et George Alfred Henty, ainsi que par les romans historiques d'Alexandre Dumas. Elle fréquenta l'école Walden (en) dans l'Upper West Side de Manhattan. Elle obtint son baccalauréat ès arts du Radcliffe College en 1933, après avoir étudié l'histoire et la littérature.

## Chercheuse et journaliste
Après ses études universitaires, Wertheim travailla comme assistante de recherche bénévole à l'Institute of Pacific Relations de New York, passant un an à Tokyo en 1934-1935, avec une coupure d'un mois en Chine. Elle retourna aux États-Unis via le chemin de fer transsibérien jusqu'à Moscou et après via Paris.
Elle a également contribué à The Nation en tant que correspondante jusqu'à la vente de la publication par son père en 1937, voyageant à Valence et à Madrid pour couvrir la guerre civile espagnole. Un premier livre résulte de son expérience espagnole, The Lost British Policy : Britain and Spain since 1700, publié en 1938.
En 1940, Wertheim épousa Lester R. Tuchman, interniste, chercheur médical et professeur de médecine clinique à la Mount Sinai School of Medicine de Manhattan. Ils ont eu trois filles.
Pendant les années de la Seconde Guerre mondiale, Tuchman travailla au Bureau fédéral d'information de guerre. Après la guerre, Tuchman passa la décennie suivante à élever ses enfants tout en faisant des recherches pour ce qui allait devenir un livre publié en 1956 Bible and Sword: England and Palestine from the Bronze Age to Balfour.

## Historienne
Avec la publication de son livre, The Bible and Sword en 1956, Tuchman se consacra à la recherche et à l'écriture historiques, produisant un nouveau livre environ tous les quatre ans. Plutôt que de se sentir gênée par l'absence d'un diplôme d'études supérieures en histoire, Tuchman soutint que l'absence des rigueurs et des attentes du milieu universitaire était en fait libératrice, car les normes de l'écriture universitaire auraient « étouffé toute capacité d'écriture ».
Tuchman a favorisé une approche littéraire de l'écriture de l'histoire, fournissant des récits explicatifs éloquents plutôt que de se concentrer sur la découverte et la publication de nouvelles sources d'archives. Selon les mots d'un biographe, Tuchman n'était "pas une historienne d'historiens; c'était une historienne profane qui a rendu le passé intéressant pour des millions de lecteurs". Les prouesses de Tuchman en matière de narration furent récompensées en 1963 lorsqu'elle a reçu le prix Pulitzer pour son livre, The Guns of August (traduit en français sous le titre Août 14), traitant des machinations politiques en coulisses qui ont conduit au déclenchement de la Première Guerre mondiale à l'été 1914.
En 1971, Tuchman reçut le St. Louis Literary Award (en) des Saint Louis University Library Associates.
Tuchman a reçu un deuxième Pulitzer en 1972 pour sa biographie du général américain Joseph Stilwell, Stilwell et l'expérience américaine en Chine (en).
En 1978, Tuchman a été élu membre de l'Académie américaine des arts et des sciences. Elle est devenue la première femme présidente de cette académie en 1979. Elle a remporté un National Book Award en Histoire pour la première édition de poche de A Distant Mirror (en) en 1980. Toujours en 1980, Tuchman assura la conférence Jefferson (en) du National Endowment for the Humanities, la plus haute distinction du gouvernement fédéral américain pour des réalisations dans le domaine des sciences humaines. La conférence de Tuchman s'intitulait "Les meilleurs moments de l'humanité".
Tuchman était administratrice du Radcliffe College et chargé de cours à l'université Harvard, à l'université de Californie et au Naval War College. Bien qu'elle n'ait jamais obtenu de diplôme d'études supérieures en histoire, Tuchman a reçu un certain nombre de diplômes honorifiques d'universités américaines de premier plan, notamment l'université de Yale, l'université Harvard, l'université de New York, l'université Columbia, l'université de Boston et le Smith College, entre autres.

## Mort et héritage
Tuchman est décédée en 1989 à Greenwich dans le Connecticut, des suites d'un accident vasculaire cérébral à l'âge de 77 ans.
Une tour de la Currier House (en), une résidence étudiante du Radcliffe College, aujourd'hui du Harvard College, a été nommée en son honneur.
La section des relations internationales historiques de l'Association des études internationales a nommé un prix en l'honneur de Tuchman, le "Prix Barbara W. Tuchman du meilleur article en relations internationales historiques par un étudiant diplômé".

## Publications
Livres traduits en français :
- Août 14 [The Guns of August, 1962], Paris, Presses de la Cité, 1962
- Le secret de la Grande Guerre [The Zimmermann Telegram, 1959], Paris, Fayard, 1965
- L'autre avant-guerre, 1890-1914 [The Proud Tower. A Portrait of the World before the War, 1890-1914, 1966], Paris, Presses de la Cité, 1967
- Un lointain miroir (en). Le XIVe, siècle des calamités [A Distant Mirror. The Calamitous 14th Century, 1978], Paris, Fayard, 1991
- La marche folle de l'histoire. De Troie au Vietnam [The March of Folly. From Troy to Vietnam, 1984], Paris, Robert Laffont, 1992

En anglais
- Stilwell and the American Experience in China, 1911-1945 (en), 1972